# 贝特棘胎鳚
貝特棘胎鳚（學名：Acanthemblemaria betinensis），為輻鰭魚綱鳚形目煙管鳚科棘胎鳚屬的一種，分布於西大西洋哥倫比亞海域，深度5至31公尺，本魚體延長、頭短鈍，從吻部到兩眼之間有2排短鈍刺，每眼後面有1排短橫刺，眼上方有1對適度分枝的觸鬚，鼻孔有觸毛，口腔頂部側面有多排發育良好的牙齒，鰭前部有大的肉質瓣，體深棕色，雄魚顏色較深；側面有成排的淡色細長斑點，頭頂上眼睛後面有一個眼睛大小的黑色斑點，背鰭硬棘22-25枚、背鰭軟條14-16枚，體長可達4.3公分，棲息在珊瑚礁區的洞穴中，雌魚產附著性卵，由雄魚守護魚卵，生活習性不明。